# Marc Crousillat
Pour les articles homonymes, voir Crousillat.
Marc Crousillat (né le 17 janvier 1960 à Marseille et mort le 22 janvier 2022 dans la même ville) est un joueur français de water-polo en activité dans les années 1980.

## Carrière
Joueur du Cercle des nageurs de Marseille, il fait partie de l'équipe de France terminant dixième des Jeux olympiques d'été de 1988 à Séoul, comme son frère Michel Crousillat.

## Famille
Il est le père du joueur de water-polo Ugo Crousillat et le frère du joueur de water-polo Michel Crousillat.